# Kim Hiorthøy
Kim Hiorthøy, född 27 mars 1973 i Trondheim, är en norsk konstnär, fotograf, musiker, författare och filmskapare. Han har också varit programledare i «U» på NRK. Han har även varit med i filmerna Sportstugan och This is Alaska, av Mårten Nilsson och Gunilla Heilborn.
Hiorthøy har utbildning från Konstakademien i Trondheim, School of Visual Arts i New York och Det Kongelige Danske Kunstakademi i København. Han bor och jobbar i Oslo och Berlin.
Hiorthøy har bland annat samarbetat med Erlend Loe, där han gjort illustrationer till hans barnböcker, och med musikerna Motorpsycho och Chocolate Overdose vars skivomslag han utformat.
Han är också en av 40 konstnärer som inrett hotellrummen till Hotel Fox i Köpenhamn. Hiorthøy har inrett tre rum; rum 117 som kallas "Redrum", rum 306 som kallas "Pico-Pico" och rum 317 som kallas "Mandag".
Han har givit ut sex musikalbum och fick Alarmpriset 2007 i klassen elektronika för albumet My Last Day.

### Egna böcker
- Tree Weekend, 2000, Die Gestalten Verlag
- Man kan inte svika sin bäste vän och bli bra på att sjunga samtidigt, 2002 (2003 på svenska)
- Knivtid, Forlaget Oktober 2022

### Illustrasioner i andras böcker
- Erlend Loe – Fisken, 1994
- Erlend Loe – Maria og José 1994
- Sissel Lie – Pusegutten er en drittsekk!, 1995
- Erlend Loe – Kurt blir grusom, 1995
- Sissel Lie – Pusegutten og den lille gule, 1996
- Erlend Loe – Den store røde hunden, 1996
- Sissel Lie – Pusegutten er eldst og tykkest, 1997
- Bjørn Sortland – Den solbrente mammaen som blei bytta mot ti kamelar, 1997
- Erlend Loe – Kurt for alle, 1998
- Erlend Loe – Kurt quo vadis?, 1998
- Stein Erik Lunde – Eggg, 1998
- Sissel Lie – Pusegutter tåler nesten alt, 1999
- Tore Renberg – Hando Kjendo : søndag, 1999
- Bjørn Sortland – Den solbrente mammaen som kledde seg naken for å bli kunst, 1999
- Kim Fupz Aakeson – Da gud fikk en hobby, 1999
- Tore Renberg – Hando Kjendo : torsdag, 2000
- Erlend Loe – Kurt 3, 2001
- Erlend Loe – Maria och José, 2002
- Erlend Loe – Kurt och fisken, 2002
- Erlend Loe – Kurt blir elak, 2003
- Erlend Loe – Kurt quo vadis, 2004
- Erlend Loe – Kurt kokar skallen, 2006
- Erlend Loe – Kurt i Kurtby, 2009
- Erlend Loe - Helvete, 2019
- Erlend Loe – Hvem rumpet brunosten?, 2021

## Diskografi
- Hei, 2001 (CD), Smalltown Supersound
- Melke, 2001 (CD), Smalltown Supersound
- Hopeness EP, 2004 (CD), Smalltown Supersound
- For the Ladies, 2004 (CD), Smalltown Supersound
- Live Shet, 2004 (CD), Smalltown Supersound
- This Record Can Not Set Me On Fire, 2006 (12"), Smalltown Supersound
- I'm This, I'm That, 2006 (7"), Smalltown Supersound
- My Last Day, 2007 (CD), Smalltown Supersound
- Dogs, 2014 (CD), Smalltown Supersound

## Priser och utmärkelser
- Kultur- och kyrkodepartementets priser för barn- och ungdomslitteratur 1996 för Den store røde hunden